# (100538) 1997 ET10
(100538) 1997 ET10 es un asteroide perteneciente al cinturón de asteroides, descubierto el 7 de marzo de 1997 por el equipo del Spacewatch desde el Observatorio Nacional de Kitt Peak, Arizona, Estados Unidos.

## Designación y nombre
Designado provisionalmente como 1997 ET10.

## Características orbitales
1997 ET10 está situado a una distancia media del Sol de 3,115 ua, pudiendo alejarse hasta 3,484 ua y acercarse hasta 2,746 ua. Su excentricidad es 0,118 y la inclinación orbital 9,624 grados. Emplea 2008,42 días en completar una órbita alrededor del Sol.

## Características físicas
La magnitud absoluta de 1997 ET10 es 15,5.